# Тайните на Гравити Фолс
„Тайните на Гравити Фолс“ (на английски: Gravity Falls) е анимационен сериал, създаден от Алекс Хърш, автор също и на Невероятните неприключения на Флапджак и Риби Тийнейджъри. Първият епизод е излъчен рекламно на 10 октомври 2012 г., а сериалът дебютира на 20 октомври 2012 г. На 12 март 2013 г. „Тайните на Гравити Фолс“ е подновен за втори сезон от Disney upfront. Последният епизод е излъчен на 15 февруари 2016 г.

## Сюжет
„Тайните на Гравити Фолс“ следи приключенията на 12-годишните брат и сестра близнаци Дипър и Мейбъл Пайнс, чиито планове за лятото се провалят, когато родителите им ги изпращат при техния прачичо Стан в сърцето на градчето Гравити Фолс. Дипър и Мейбъл скоро откриват, че не всичко е такова, каквото изглежда в Гравити Фолс, и разчитат един на друг и на новите си приятели, за да разберат какво се случва наистина в този странен град.

### Сезон 1
Малко на север от странното, леко на изток от изтърканото и винаги на запад от злободневното, нищо не е такова, каквото изглежда в отдалеченото градче, където близнаците Дипър и Мейбъл Пайнс са изпратени да изкарат лятото си при своя прачичо Стан. Всеки ден за тях е приключение, поставящо още повече въпроси без отговор. Кой е авторът на дневниците? Кой всъщност е триъгълникът, появяващ се навсякъде из Гравити Фолс? И какво крие Стан зад машината със закуските?

### Сезон 2
Близнаците Дипър и Мейбъл се завръщат в мистериозния град Гравити Фолс за още странни приключения. Победили Гидеон, близнаците се връщат в Мистериозната Шатра на прачичо Стан и се опитват да върнат нещата към нормалното. Но нищо не е нормално в този град! Близнаците Пайнс се ровят надълбоко, за да научат тайната история на неизвестния автор на дневниците, откриват тайно общество и се борят с различни свръхестествени същества. Междувременно Стан работи върху таен проект в мазето на Мистериозната Шатра, който може да промени всичко. Оказва се, че Стан се опитвал да върне своя изгубен в портала преди 30 години брат, който също така е и автор на дневниците. Дипър решава да остане в Гравити Фолс с Форд (автора на дневниците), за да му бъде чирак. Мейбъл разбира затова и избягва в гората. Тя взима раницата на Дипър, където е процепът – заради нестабилната машина, с която Стан връща Форд, се появява процеп, който свързва нашия свят с този на Бил. Пътуващият във времето се появява и казва на Мейбъл, че ако му даде процепа, Дипър ще остане с нея. Тя му го дава. Оказва се, че пътуващия във времето е обладан от Бил. Той чупи процепа и се появява портал между измеренията. Триъгълникът заключва Мейбъл. Сус, Дипър и Уенди отиват да спасят Мейбъл от затвора балон. Там попадат в Мейбълен – място, пълно със звезди, еднорози и много други чудни неща – перфектното място. Там тя владее всичко и не иска да се върне в реалността. Накрая Дипър я убеждава, че в реалния свят е по-добре. Четиримата се прибират в Мистериозната шатра и заварват Стан и други жители на града. Там те построяват робот от Мистериозната шатра, който да се бие с Бил (защото шатрата има защита). С него тръгват да спасяват Форд и другите хора на града. Там рисуват кръга на Бил. Всички застават по местата си, но Стан не иска да застане, докато Форд не каже благодаря за това, че го е спасил. Той го казва, но след като вече са се хванали за ръце, той казва нещо с което провокира Стан и те прекъсват нишката на кръга. Бил ги хваща (Форд и Стан) и почва да преследва децата, докато не ги залавя. Бил иска да влезе в ума на Форд. Триъгълникът го изнудва, че ако не му позволи да влезе в ума му, ще нарани децата. Той се съгласява и Бил влиза в ума му. Но Форд и Стан са се разменили и той влиза в ума на Стан. Форд взима машината за изтриване на памет и му заличава спомените. Така те се връщат в шатрата, победили Бил и припомнят на Стан кой е. Дипър и Мейбъл празнуват рождения си ден. Стан и Форд решават да плават с лодката си. Стан, войникът по морето – това е тяхна стара мечта. Стан дава шатрата на Сус. Дипър и Мейбъл се връщат в Калифорния много щастливи.

## Герои
- Дипър Пайнс е 12-годишният брат близнак на Мейбъл Пайнс, но е роден 5 минути след нея, на 31 август, в Пиемонт, Калифорния. Той е любопитен, умен и изобретателен, но и леко срамежлив. Често попада в неловки ситуации. Прекарва лятото си с чичо Стан в Гравити Фолс, Орегон, където постоянно се сблъсква с паранормалната страна на града. Заедно с дневник 3, който Дипър открива в гората случайно, докато закачва рекламни табели на Мистериозната Шатра в „призрачната“ част на гората, решава мистериите на Гравити Фолс. Има проблеми със седенето неподвижно и понякога мисли възможни сценарии и прави списъци. Той обича bubblegum поп музика, както и групата The Bad First Impressions. Между сезоните води поредицата „Пътеводителят на Дипър към необяснимото“. Прякорът му „Дипър“ идва от белега на челото му, който белег е оформен като Голямата мечка, а истинското му име все още не е разкрито. В близнаци има повече развитие върху чувствата му към Уенди.

- Мейбъл Пайнс e 12-годишната сестра близнак на Дипър, но е родена 5 минути преди него, на 31 август. Тя е хиперактивна, забавна, мила, готова да помогне на всеки и чистосърдечна. В Гравити Фолс тя намира три близки приятелки – Уенди, Кенди и Гренда, печели си враг – Пасифика Нортуест (по-нататък в сезон 2 се помиряват), влюбва се няколко пъти, но винаги остава с разбито сърце. Тя обича групата Няколко Пъти (Several Times), прасето си Тромчо, еднорози и сладко. Завижда на Дипър за ума му, но все пак тя не е глупава, за каквато всички я мислят. Гидеон Глийфул е влюбен в нея и се опитва да я спечели на всяка цена, но тя винаги го отхвърля.

- Стенли Пайнс е прачичото на Дипър и Мейбъл. По-рано в сезон 1 и първата половина на сезон 2 всички го познават като Станфорд Пайнс, но всъщност името му е Стенли. Притежава Мистериозната шатра – капан за туристи в Гравити Фолс, Орегон. Преодолял е страха си от височини. Той е смел и готов да защити близнаците от опасностите на Гравити Фолс.

- Станфорд Пайнс е по-големият брат близнак на Стенли Пайнс. Авторът на дневниците. Появява се в края на епизод 11 на сезон 2. Той има 6 пръста. Форд и Стан са първоначалните мистериозни близнаци. Форд е по-умният брат близнак.
- Кенди е най-добра приятелка с Мейбъл и Гренда, носи пуловер и очила. в 16 епизод на сезон 2 пред Мейбъл и Гренда си признава, че харесва Дипър, когато е до него се изчервява и говори зловещо.
- Гренда е най-добра приятелка с Мейбъл и Кенди. Носи тениска и косата ѝ винаги е на опашка, леко пълна е. Известна е с грубия с глас.
- Бил Шифър е зло същество от книгата на чичо Форд, който в миналото е бил в съюз с Форд, но по-късно го е измамил. Той е жълт триъгълник с бомбе на главата. За първи път се появява в 1 сезон в мисълта на прачичо Пайнс и се опитва да вземе нотариалния акт на Мистериозната шатра, но Дипър, Сус, Мейбъл и прачичо Пайнс го побеждават. В края на епизод 17 на сезон 2 се появява и отваря портала от неговия свят към света на хората, но децата отново го побеждават.
- Тромчо е домашният любимец на Мейбъл. Тя много го обича и когато го видя не искаше да се отдели от него.

## Епизоди
| Сезон | Сезон | Епизоди | Излъчване | Излъчване                                           |
| Сезон | Сезон | Епизоди | Премиера | Финал                                               |
| ----- | ----- | ------- | --- | --------------------------------------------------- |
|       | 1     | 20      | 15 юни 2012 (рекламно) ( САЩ) 29 юни 2012 (официално) ( САЩ) 10 октомври, 2012 (рекламно) ( България) 20 октомври 2012 (официално) ( България) | 2 август 2013 ( САЩ) 23 ноември 2013 ( България)    |
|       | 2     | 20      | 1 август 2014 ( САЩ) · 13 декември 2014 ( България)                                                                                            | 15 февруари 2016 ( САЩ) · 16 април 2016 ( България) |

### Сезон 1: 2012 – 2013
| Номер | Заглавие                                                   | Първо излъчване в САЩ                                | Първо излъчване в България                                    |
| ----- | ---------------------------------------------------------- | ---------------------------------------------------- | ------------------------------------------------------------- |
| 1     | Капан за туристи (Tourist Trapped)                         | 15 юни 2012 г. (рекламно) 29 юли 2012 г. (официално) | 10 октомври 2012 г.(рекламно) 20 октомври 2012 г. (официално) |
| 2     | Легендата за Плюскалото (Legend of the gobblewonker)       | 29 юни 2012 г.                                       | 10 ноември 2012 г.                                            |
| 3     | Ловци на глави (Headhunters)                               | 30 юни 2012 г.                                       | 17 ноември 2012 г.                                            |
| 4     | Малкия Гидеон (The Hand That Rocks the Mabel)              | 6 юли 2012 г.                                        | 24 ноември 2012 г.                                            |
| 5     | Неудобните (The Inconveniencing)                           | 13 юли 2012 г.                                       | 1 декември 2012 г.                                            |
| 6     | Дипър в битка срещу Мъжествеността (Dipper vs. Manliness)  | 20 юли 2012 г.                                       | 15 декември 2012 г.                                           |
| 7     | Дипър и клонингите (Double Dipper)                         | 10 август 2012 г.                                    | 21 декември 2012 г.                                           |
| 8     | Ирационалното съкровище (Irrational Treasure)              | 17 август 2012 г.                                    | 29 декември 2012 г.                                           |
| 9     | Прасето на пътуващия във времето (The Time Traveler's Pig) | 24 август 2012 г.                                    | 9 февруари 2013 г.                                            |
| 10    | Бойни борци (Fight Fighters)                               | 14 септември 2012 г.                                 | 23 февруари 2013 г.                                           |
| 11    | Малкият Дипър (Little Dipper)                              | 28 септември 2012 г.                                 | 22 юни 2013 г.                                                |
| 12    | Лятоин (Summerween)                                        | 5 октомври 2012 г.                                   | 15 юни 2013 г.                                                |
| 13    | Шефът Мейбъл (Boss Mabel)                                  | 15 февруари 2013 г.                                  | 5 октомври 2013 г.                                            |
| 14    | Бездънната яма (Bottomless Pit!)                           | 1 март 2013 г.                                       | 12 октомври 2013 г.                                           |
| 15    | Дълбокия Край (The Deep End)                               | 15 март 2013 г.                                      | 19 октомври 2013 г.                                           |
| 16    | Килима (Carpet Diem)                                       | 5 април 2013 г.                                      | 26 октомври 2013 г.                                           |
| 17    | Луда по момчета (Boyz Crazy)                               | 10 април 2013 г.                                     | 2 ноември 2013 г.                                             |
| 18    | Земята преди смолата (The Land Before Swine)               | 28 юни 2013 г.                                       | 9 ноември 2013 г.                                             |
| 19    | Обикалящите по сънищата (Dreamscaperers)                   | 12 юли 2013 г.                                       | 16 ноември 2013 г.                                            |
| 20    | Гидеон се издига (Gideon Rises)                            | 2 август 2013 г.                                     | 23 ноември 2013 г.                                            |

### Сезон 2: 2014 – 2016
| Номер | Заглавие                                                                          | Първо излъчване в САЩ | Първо излъчване в България |
| ----- | --------------------------------------------------------------------------------- | --------------------- | -------------------------- |
| 1     | Страшно-оке (Scary-oke)                                                           | 1 август 2014 г.      | 13 декември 2014 г.        |
| 2     | В бункерът (Into the Bunker)                                                      | 4 август 2014 г.      | 20 декември 2014           |
| 3     | Голф войната (The Golf War)                                                       | 11 август 2014 г.     | 27 декември 2014 г.        |
| 4     | Чорапена опера (Sock Opera)                                                       | 8 септември 2014 г.   | 3 януари 2015 г.           |
| 5     | Сус и истинското момиче (Soos and the Real Girl)                                  | 22 септември 2014 г.  | 10 януари 2015 г.          |
| 6     | Малкия магазин за подаръци на ужасите (Little Gift Shop of Horrors)               | 4 октомври 2014 г.    | 17 януари 2015 г.          |
| 7     | Обществото на Сляпото Око (Society of the Blind Eye)                              | 27 октомври 2014 г.   | 24 януари 2015 г.          |
| 8     | Играта на Блендин (Blendin's Game)                                                | 10 ноември 2014 г.    | 18 април 2015 г.           |
| 9     | Богът на любовта (The Love God)                                                   | 26 ноември 2014 г.    | 25 април 2015 г.           |
| 10    | Мистерията в имението на Нортуест (Northwest Mansion Mystery)                     | 16 февруари 2015 г.   | 2 май 2015 г.              |
| 11    | Не е такъв, какъвто изглежда (Not What He Seems)                                  | 9 март 2015 г.        | 9 май 2015 г.              |
| 12    | История за двама Становци (A Tale Of Two Stans)                                   | 13 юли 2015 г.        | 23 януари 2016 г.          |
| 13    | Тъмници, тъмници и още тъмници (Dungeons, Dungeons & More Dungeons)               | 3 август 2015 г.      | 30 януари 2016 г.          |
| 14    | Станджурският Кандидат (The Stanchurian Candidate)                                | 24 август 2015 г.     | 6 февруари 2016 г.         |
| 15    | Последният Мейбълрог (The Last Mabelcorn)                                         | 7 септември 2015 г.   | 13 февруари 2016 г.        |
| 16    | Крайпътна Атракция (Roadside Attraction)                                          | 21 септември 2015 г.  | 20 февруари 2016 г.        |
| 17    | Дипър и Мейбъл срещу Бъдещето (Dipper and Mabel vs. the Future)                   | 12 октомври 2015 г.   | 27 февруари 2016 г.        |
| 18    | Weirdmageddon Част 1(Weirdmageddon Part 1)                                        | 26 октомври 2015 г.   | 5 март 2016 г.             |
| 19    | Weirdmageddon Част 2:Бягство от реалността (Weirdmageddon 2: Escape From Reality) | 23 ноември 2015 г.    | 12 март 2016 г.            |
| 20    | Weirdmageddon Част 3(Weirdmageddon III: Take Back The Falls)                      | 15 февруари 2016 г.   | 16 април 2016 г.           |

## Шифри
В края на всеки епизод има странна фраза от букви или цифри. Това са тайни съобщения скрити в код, разрешими в пет начина. (Кодовете се разкодират с английската азбука)
Сезон 1
- Първи: Код 'Три букви назад'. Ако вземете всяка буква от кода и я върнете три букви назад, ще получите съобщение, обикновено шега, свързана с епизода (Знае се, защото след началната мелодия има глас – пуснат обратно, казва 'Три букви назад'). Шифърът е по-познат като „Шифър на Цезар“.
- Втори: Код 'Атбаш'. Ако вземете азбуката и я напишете обратно, а под нея напишете нормалната, ще получите този разбивач на кодове (Знае се, защото след началната мелодия има глас – пуснат обратно, казва 'Ей е равно на Зет' (A=Z)).
- Трети: 'A1Z26'. Заместете цифрата с поредния номер в азбуката.
- Четвърти: 'Комбиниран код'. Този код е смесен от два или повече кода.
- Пети: 'Символен код'. Той се разкодирва чрез списък, който показва кой символ на коя буква отговаря. Списъкът е показан от играта Gravity Falls Mystery Shack Attack. Той често се среща в дневниците.

Сезон 2
- Шести: Бинарен – Среща се само в Дневник №3 до страницата с „тайното леговище на автора“.
- Седми: Шифър на Виженер – Новият шифър за финалните надписи от сезон 2.

## Награди и номинации
| Година | Награда           | Категория                                                                       | Награден(и)                                                    | Резултат  |
| ------ | ----------------- | ------------------------------------------------------------------------------- | -------------------------------------------------------------- | --------- |
| 2013   | Annie             | Voice Acting in an Animated Television or Other Broadcast Venue Production      | Кристен Шаал като „Мейбъл Пайнс“ за епизода „Капан за туристи“ | Спечелена |
| 2013   | Annie             | Production Design in an Animated Television or Other Broadcast Venue Production | Иън Уоръл за епизода „Капан за туристи“                        | Номиниран |
| 2013   | Teen Choice Award | Choice TV: Animated Show                                                        | -                                                              | Номиниран |

## „Тайните на Гравити Фолс“ в България
В България започва излъчване на 10 ноември 2012 г. от 10:00 по локалната версия на Disney Channel.
Вторият сезон започва на 13 декември 2014 г. в България. Финалът на сериала е излъчен с двоен епизод на 16 април 2016 г.

### Нахсинхронен дублаж
| Роля                    | Изпълнител                                                |
| ----------------------- | --------------------------------------------------------- |
| Дипър                   | Мартин Герасков                                           |
| Мейбъл                  | Светлана Бонин                                            |
| Стан                    | Иван Петрушинов                                           |
| Шериф Блъбс             | Иван Петрушинов                                           |
| Мъжествен Дан           | Иван Петрушинов                                           |
| Уенди                   | Варвара Панкова (сезон 1)                                 |
| Уенди                   | Надежда Панайотова (сезон 2)                              |
| Сус                     | Петър Калчев (сезон 1)                                    |
| Сус                     | Росен Русев (сезон 2)                                     |
| Сус                     | Константин Лунгов (сезон 2, епизоди 4,6 и 7)              |
| Бил Шифър               | Здравко Димитров (сезон 1, епизод 19 – сезон 2, епизод 4) |
| Бил Шифър               | Росен Русев (сезон 2, епизод 15-21)                       |
| Станфорд Пайнс          | Веселин Калановски                                        |
| Престън Северозапад     | Веселин Калановски                                        |
| Агентски правомощия     | Веселин Калановски                                        |
| Старият МакГъкет        | Здравко Димитров                                          |
| Тоби решителният        | Здравко Димитров                                          |
| Тайлър Кътбайкър        | Здравко Димитров                                          |
| Дърланд                 | Здравко Димитров                                          |
| Гидиън Глифул           | Варвара Панкова (сезон 1)                                 |
| Гидиън Глифул           | Надежда Панайотова (сезон 2)                              |
| Гидиън Глифул           | Светлана Бонин (сезон 2, епизод 18)                       |
| Роби                    | Иван Петрушинов (сезон 1, епизод 5)                       |
| Роби                    | Здравко Димитров (сезон 1, епизод 7 – сезон 2, епизод 9)  |
| Роби                    | Росен Русев (сезон 2, епизод 14-20)                       |
| Пацифика                | Варвара Панкова (сезон 1)                                 |
| Пацифика                | Светлана Бонин (сезон 2, епизод 3)                        |
| Пацифика                | Надежда Панайотова (сезони 2, епизоди 10-21)              |
| Кенди/Мързеливата Сюзън | Варвара Панкова (сезон 1)                                 |
| Кенди/Мързеливата Сюзън | Надежда Панайотова (сезон 2)                              |
| Гренда                  | Петър Калчев (сезон 1, епизод 7)                          |
| Гренда                  | Здравко Димитров (сезон 1, епизод 12-17)                  |
| Гренда                  | Анатолий Божинов (сезон 2, епизод 1-18)                   |
| Гренда                  | Росен Русев (сезон 2, епизод 20-21)                       |
| Други гласове           | Георги Иванов                                             |

| Обработка                     | Александра Аудио |
| ----------------------------- | ---------------- |
| Изпълнителен продуцент        | Васил Новаков    |
| Режисьор на дублаж и преводач | Анатолий Божинов |